# Koppe
Genre
Koppe est un genre d'araignées aranéomorphes de la famille des Liocranidae.

## Distribution
Les espèces de ce genre se rencontrent en Asie et en Nouvelle-Guinée.

## Liste des espèces
Selon World Spider Catalog (version 24.5, 30/10/2023) :
- Koppe armata (Simon, 1896)
- Koppe baerti Deeleman-Reinhold, 2001
- Koppe calciphila Deeleman-Reinhold, 2001
- Koppe doleschalli Deeleman-Reinhold, 2001
- Koppe fusca Sankaran, 2022
- Koppe kinabalensis Deeleman-Reinhold, 2001
- Koppe kuntneri Deeleman-Reinhold, 2001
- Koppe minuta Deeleman-Reinhold, 2001
- Koppe montana Deeleman-Reinhold, 2001
- Koppe ninger Chu & Li, 2023
- Koppe no Deeleman-Reinhold, 2001
- Koppe princeps Deeleman-Reinhold, 2001
- Koppe radiata (Thorell, 1881)
- Koppe sumba Deeleman-Reinhold, 2001
- Koppe tinikitkita (Barrion & Litsinger, 1995)

## Systématique et taxinomie
Ce genre a été décrit par Deeleman-Reinhold en 2001 dans les Corinnidae. Il est placé dans les Liocranidae par Ramírez en 2014.

## Publication originale
- Deeleman-Reinhold, 2001 : Forest spiders of South East Asia: with a revision of the sac and ground spiders (Araneae: Clubionidae, Corinnidae, Liocranidae, Gnaphosidae, Prodidomidae and Trochanterriidae. Brill, Leiden, p. 1-591.